# بورس نایروبی
بورس نایروبی (انگلیسی: Nairobi Securities Exchange) بازار بورس اوراق بهادار کنیا است، که در سال ۱۹۵۴ تأسیس شد.